# Sztandar Tory
Sztandar Tory, Degel ha-Tora,  (hebr. דגל התורה) – izraelska ortodoksyjna, aszkenazyjska partia polityczna reprezentująca litwaków (mitnagdim). Utworzona w 1988 roku przez rabina Elazara Szacha na tle podziałów jakie miały miejsce w Agudat Israel. Od 1992 roku tworzy wspólne listy wyborcze z Agudat Israel pod nazwą Zjednoczony Judaizm Tory.

## Historia

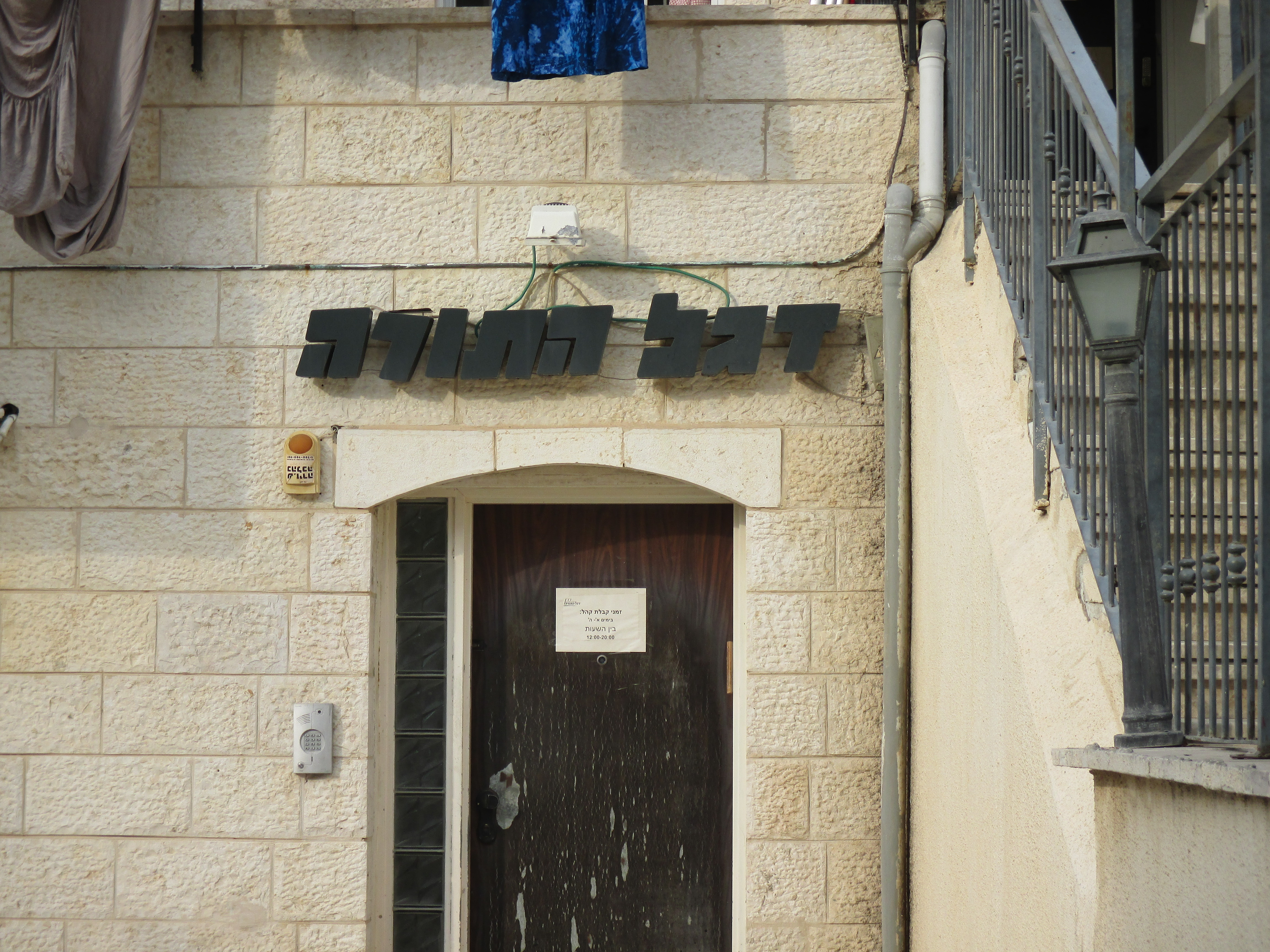
Jerozolimskie biuro partii

### Powstanie partii
Lata 80. XX wieku przyniosły spory i podziały wewnątrz partii Agudat Israel. W 1983 roku powstała partia ortodoksyjnych Żydów sefardyjskich – Szas. Chcieli oni przełamać aszkenazyjską dominację w ugrupowaniu oraz czuli dyskryminację pod względem etnicznym, religijnym czy finansowym. Istotną rolę odegrał także rabin Szach, który chciał skonsolidować wokół siebie lojalne środowiska. Należący do nich sefardyjczycy postanowili odłączyć się od Agudy. Szach traktował Szas jako przeciwwagę dla chasydzkich stronnictw Agudy. Istniejące wciąż podziały pomiędzy chasydami a Szachem doprowadziły do kolejnego podziału. Od Agudy oderwali się mitnagdim, którzy w 1988 roku założyli Degel ha-Tora. Tym sposobem Agudat Israel przestała być jedyną ortodoksyjną partią w kraju, ograniczając się jedynie do środowisk chasydzkich.
Litwacy to Żydzi, którzy pochodzili z ziem Cesarstwa Rosyjskiego, które znalazły się w jego granicach po zaborach. Byli również określani mianem mitnagdim, w jidysz misnagdami. Z jesziw na terenie Litwy przejęli racjonalizm, inny styl życia i religijność. Litwacy krytykowali mistycyzm chasydów, rolę tańca i pieśni w modlitwie, palenie papierosów i picie alkoholu. Nie zgadzali się także z ideą cadyka. Podkreślali potrzebę dbania o indywidualną religijność i etykę życia oraz działania.

### Wybory parlamentarne w Izraelu w 1988 roku
W pierwszych wyborach Sztandar Tory uzyskał 34 279 głosów, co przełożyło się na 1,5% głosów i 2 mandaty w Knesecie. Słaby wynik sprawił, że liderzy Sztandaru Tory nie zerwali ostatecznie kontaktu z Agudat Israel. Po wyborach został utworzony przez Likud i Partię Pracy rząd jedności narodowej. Szimon Peres postanowił jednak utworzyć nowy rząd pod przywództwem lewicy. Miało do tego dojść w trakcie tzw. „śmierdzącego manewru”. Miał on polegać na przegłosowaniu w Knesecie wotum nieufności wobec Icchaka Szamira i skupienia wokół Partii Pracy partii ortodoksyjnych i narodowo-religijnych. Po przegłosowaniu wotum nieufności rozpoczął się okres rozmów koalicyjnych, jednak partie religijne postanowiły stworzyć rząd konserwatywno-religijny. Rabin Szach miał uznać, że jedynie prawica może zagwarantować ortodoksom możliwość dalszego studiowania Tory. Wobec tego doszło do sformowania koalicji rządzącej przez Likud. W nowym, dwudziestym czwartym rządzie z ramienia Sztandaru Tory wiceministrami zostali jedynie posłowie partii: Awraham Rawic (Ministerstwo Budownictwa i Mieszkalnictwa) oraz Mosze Gafni (Ministerstwo Spraw Religijnych).

### Wybory parlamentarne w Izraelu w 1992 roku
W wyborach w 1992 roku Degel ha-Tora utworzyła wspólną listę z Agudą pod nazwą Zjednoczony Judaizm Tory. Lista otrzymała 3,3% głosów i 4 mandaty, jednak Degel ha-Tora nie weszła w skład koalicji rządzącej. Posłami partii byli Mosze Gafni i Awraham Rawic.

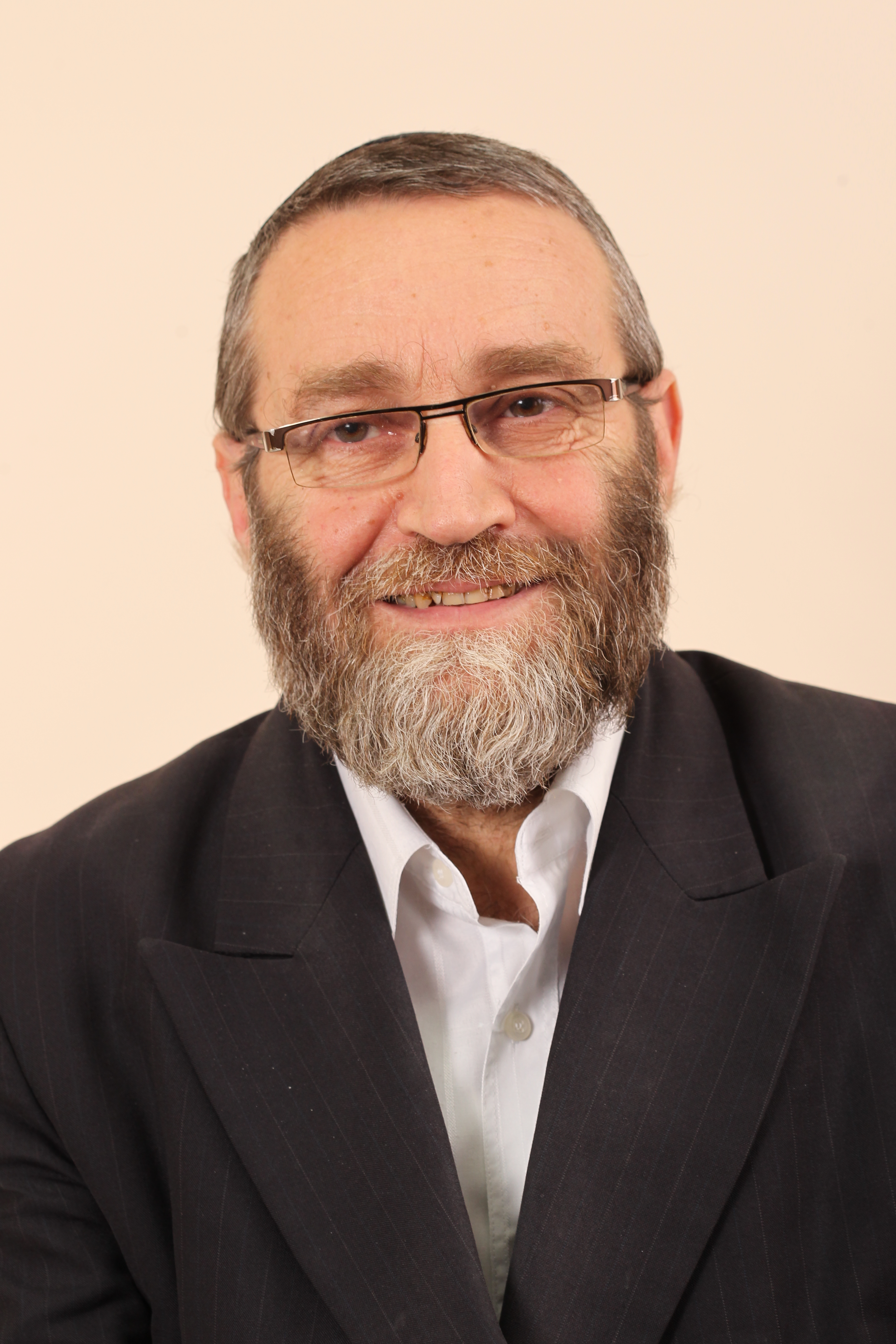
Poseł Sztandaru Tory – Mosze Gafni

### Wybory parlamentarne w Izraelu w 1996 roku
W 1996 roku Zjednoczony Judaizm zdobył 3,2% i 4 mandaty. Jedynym posłem Sztandaru Tory był Awraham Rawic.

### Wybory parlamentarne w Izraelu w 1999 roku
W 1999 roku lista zdobyła 3,8% i 5 mandatów. Awraham Rawic i Mosze Gafni dostali się do Knesetu ze wspólnej listy, przy czym Gafni przed końcem kadencji odłączył się od Zjednoczonego Judaizmu i utworzył Sztandar Tory.

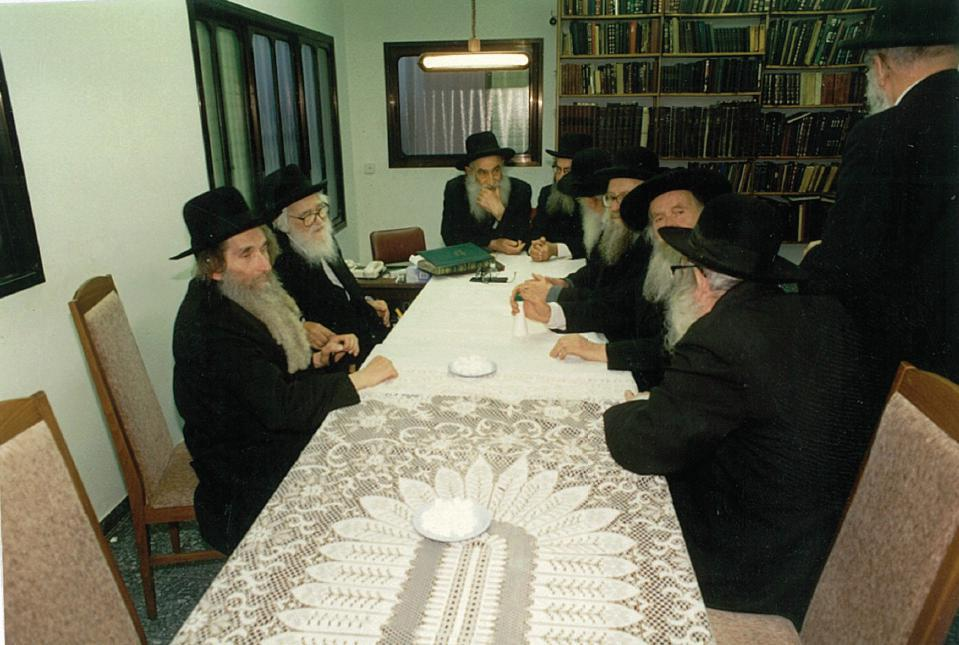
Spotkanie rabinów partii w domu rabina Szacha

### Wybory parlamentarne w Izraelu w 2003 roku
W 2003 roku lista otrzymała 4,3% głosów i 5 mandatów. Posłami zostali Mosze Gafni i Awraham Rawic. W okresie od 30 marca 2005 roku do 4 maja 2006 roku Awraham Rawic sprawował stanowisko wiceministra w Ministerstwie Opieki Społecznej i Spraw Socjalnych.

### Wybory parlamentarne w Izraelu w 2006 roku
W 2006 roku lista zdobyła 4,7% głosów i 6 mandatów. Posłami zostali Mosze Gafni, Awraham Rawic i Uri Maklew.

### Wybory parlamentarne w Izraelu w 2009 roku
W 2009 roku lista zdobyła 4,4% głosów i 5 mandatów. Posłami z ramienia Sztandaru Tory zostali Uri Maklew i Mosze Gafni, ale nie odłączyli się od frakcji.

### Wybory parlamentarne w Izraelu w 2013 roku
W kampanii wyborczej partia chciała zaprezentować się jako ugrupowanie nie tylko sektorowe, ale też taka, która dba o interesy socjalne całego społeczeństwa. Początek kampanii związany był jednak z groźbą podziałów wśród polityków Sztandaru, ponieważ zmarł duchowy i religijny przywódca partii – rabin Josef Szalom Eljasziw. Doszło do sporów, kto ma objąć schedę po zmarłym liderze. Jednym z kandydatów był rabin Aharon Steinman – rosz jesziwa z Bene Brak, a drugim rabin Szmuel Auerbach – jerozolimski autorytet halachiczny. Zwolennicy Steinmana przejęli wpływy w partyjnej gazecie Jated Ne’eman, a także kanału telewizyjnego i stacji radiowej. Zwolennicy Auerbacha w zamian dokonali secesji i utworzyli nowa listę – Necach. Podział miał głębsze znaczenie i dotyczył stosunku wobec zachodzącej „izraelizacji” społeczności ortodoksyjnej. Rabin Auerbach odmawiał jakiekolwiek zmiany i odejścia od wypracowanych postaw, z kolei rabin Steinman nie wykluczał zmian, ale musiałyby być one uzgodnione i zaakceptowane przez duchowe przywództwo partii. Dopiero rabini dynastii Ger z Agudy musieli zobowiązać się, że żadnych zmian w społeczności ortodoksyjnej nie będzie, co pozwoliło rabinowi Auerbachowi na powrót i sfinalizowanie rozmów dotyczących wspólnej listy. W 2013 roku lista zdobyła 5,2% głosów i 7 mandatów. Posłami partii zostali Uri Maklew i Mosze Gafni i podobnie jak w poprzedniej kadencji nie tworzyli frakcji Degel ha-Tora.

### Wybory parlamentarne w Izraelu w 2015 roku
W 2015 roku lista otrzymała 5% głosów i 6 mandatów. Posłami Degel ha-Tora zostali Uri Maklew i Mosze Gafni, a w trakcie kadencji Ja’akow Aszer zastąpił Me’ira Porusza z Agudy. W kwietniu 2016 roku miała miejsce konferencja Sztandaru Tory w kibucu Chafec Chajjim. Byli na niej obecni wszyscy szefowie jesziw popierających partię. Rabin Zilbersztajn uznał ugrupowanie za „święty ruch”, bazujący na prawdziwych wartościach Tory oraz szerzący jej nauki i świętość w każdym zakątku Ziemi Izraela.

### Wybory parlamentarne w Izraelu w kwietniu 2019 roku
Przed wyborami w kwietniu Aguda i Sztandar podpisały jako pierwsze w kraju porozumienie o wspólnym starcie. Obie strony widziały w tym dobry znak i nadzieję na sukces wyborczy oraz uświęcenie imienia Boga. W wyborach lista zdobyła 5,8% głosów i 8 mandatów. Posłami zostało 4 polityków Degel ha-Tora: Mosze Gafni, Uri Maklew, Ja’akow Aszer i Jicchak Ze’ew Pindrus. W celu dotarcia do szerszej grupy wyborców Degel ha-Tora w marcu uruchomiła swój pierwszy w internecie oficjalny profil na portalu Facebook i uruchomiła telefoniczną linię informacyjną dla chętnych do pomocy przy kampanii.

### Wybory parlamentarne w Izraelu we wrześniu 2019 roku
W maju 2019 roku odbyły się rozmowy pomiędzy Sztandarem a Agudą w celu zawarcia takiego samego porozumienia w sprawie wspólnej listy, co do wyborów kwietniowych. W trakcie kampanii wyborczej kierownictwo partii postanowiło rozszerzyć swoją bazę wyborczą o tzw. ba’alej tszuwa, czyli osoby niewierzące, które postanowiły zacząć praktykować judaizm w sposób ortodoksyjny. Plan ten ma przyczynić się do zdobycia nawet 2 dodatkowych miejsc kosztem Szasu, który uważa neofitów za swoją grupę docelową.
W wyborach Zjednoczony Judaizm Tory otrzymał 268 775 głosów (6,06%), co przełożyło się na 7 mandatów. Sztandar Tory zdobył 3 mandaty: Mosze Gafni, Uri Maklew i Ja’akow Aszer.